# كاشيوازاكي (نييغاتا)
مدينة كاشيوازاكي (بالإنجليزية: Kashiwazaki)‏ هي أحد المدن التابعة لمحافظة نييغاتا. تأسست رسميًا في 01/07/1940. ويقدر عدد سكانها بـ 93506 نسمة حسب تقدير مكتب الإحصاء الياباني لعام 2012. تبلغ مساحة كاشيوازاكي 442.7 كم2. بكثافة سكانية تبلغ 211 نسمة/كم2.

## توأمة
لكاشيوازاكي (نييغاتا) اتفاقيات توأمة مع كل من:
- هيغاشيموراياما
- هوايان (1 مارس 2005 - )

## أعلام
- ماساكازو كوندو
- دايسكي ساكاغوتشي
- أكيكو ياجيما
- ماكوتو اوجاوا